# Понтес, Эуклидес
Эуклидес Понтес (порт. Euclydes Pontes; 1908, Рио-де-Жанейро — 2003, Рио-де-Жанейро) — гражданский и военный инженер, генерал армии Бразилии, известный бразильский филателист.

## Биография
Родился в 1908 году в Рио-де-Жанейро. Изучал гражданское и военное инженерное дело. В 1965 году был возведён в ранг генерала армии Бразилии. Прославился в области филателии.
Умер Эуклидес Понтес в 2003 году.

## Вклад в филателию
Начал собирать почтовые марки в 1932 году, создав коллекцию бразильских марок. Но прежде всего Понтес известен своим тематическим собранием на религиозную тему — «Дева Мария Посредница» («María, mediadora de todas as grazas»). Эта коллекция Понтеса удостоена значительных наград в бразильской тематической филателии.
Эуклидес Понтес был директором по обмену в Филателистическом клубе Бразилии (порт. Clube Filatélico do Brasil) и президентом Всемирного союза Святого Гавриила (нем. Weltbund St. Gabriel) — организации коллекционеров филателистических материалов на религиозную тематику. Понтес является также одним из основателей Бразильской федерации филателии (порт. Federação Brasileira de Filatelia, сокращённо — FEBRAF) и был её президентом в 1976—1997 годах. С 1979 года был международным судьёй ФИП (Международной федерации филателии) и организовывал конгрессы ФИП в 1979 и 1983 годах.

## Память
18 июля 2003 года в Рио-де-Жанейро бразильским почтовым ведомством совместно с Бразильской федерацией филателии проводилось официальное посмертное специальное гашение в честь Эуклидеса Понтеса. Автор рисунка спецштемпеля — Марио Алвес де Брито (Mario Alves de Brito).

## Избранные труды
Э. Понтес является автором книг по филателии Бразилии и Аргентины — «Os selos do Brasil eo Panamericanismo» (1946) и «A filatelia Argentina eo Panamericanismo» (1950), а также ряда других работ:
- Pontes E. Os selos do Brasil eo Panamericanismo. — [Rio de Janeiro]: Departamento dos Correios e Telégrafos, Ministério da Viação e Obras Públicas, 1946. — xiv + 164 p. (Повторное издание: Imprensa Nacional, 1956. — 164 p.) (порт.)  (Дата обращения: 28 декабря 2008)
- Pontes E. A filatelia Argentina eo Panamericanismo. — [Curitiba, Brazil: E. Pontes], 1950. — 88 p. (порт.)  (Дата обращения: 28 декабря 2008)
- Pontes E. Acta do II Congresso Luso-Brasileiro de Filatelia, realizado em 22 de Outubro de 1982, na cidade de Curitiba, Brasil // Filatelia Lusitana. — 1983. — Série I. — Número 3. — P. 11—17. (порт.)  (Дата обращения: 28 декабря 2008)